# 나가르주나 악키네니
나가르주나 악키네니(Akkineni Nagarjuna, 1959년 8월 29일 ~ )는 인도의 배우, 영화 프로듀서이다.

## 영화
- 사이즈 제로 (2015년)
- 마남 (2014년)
- 그리쿠 비루두 (2013년) - 찬두 역
- 다마루캄 (2012년)
- 시르디 사이 (2012년)
- 크리슈나르주나 (2008년)